# Kruiskerk (Amstelveen)
De Kruiskerk in Amstelveen, gelegen aan de Van der Veerelaan 30a, is ontworpen door architect Ir. Marius Duintjer. De kerk werd in 1949 - 1950 gebouwd in opdracht van de Hervormde Gemeente en op 11 mei 1951 in gebruik genomen. De kerk is in het bezit van de Protestantse Gemeente Amstelveen-Buitenveldert, onderdeel van de landelijke Protestantse Kerk in Nederland. De kerk wordt gebruikt door de Kruiskerkgemeente, een protestantse wijkgemeente die in 2004 ontstond uit een fusie tussen de Hervormde Kruiskerkgemeente en de Gereformeerde Pauluskerkgemeente. In 2010 fuseerde tevens de Bankrasgemeente met de Kruiskerkgemeente.

## Architectuur

### Inleiding
De naam Kruiskerk verwijst naar het kruis als symbool van het Christendom, en niet naar de vorm van een kruiskerk (waarbij de plattegrond van de kerk de vorm van het Christelijke kruis heeft). Aan de voorgevel van de kerk is een kruis bevestigd.

De Kruiskerk in Amstelveen is de eerste van zes naoorlogse Nederlands Hervormde kerken van de bekende architect en latere hoogleraar bouwkunde Marius Duintjer. Duintjer stond bekend om zijn functionele ontwerpen, maar was niet dogmatisch en zeker niet a-esthetisch. Zijn werk wordt gerekend tot de shake hands - architectuur, een stijl die, in zijn geval, de strakke lijnen en abstractie van het modernisme combineert met traditionele elementen. Bij het ontwerp van de Kruiskerk leidde dat tot een ontmoeting tussen beton en baksteen en tussen techniek en vormgeving.

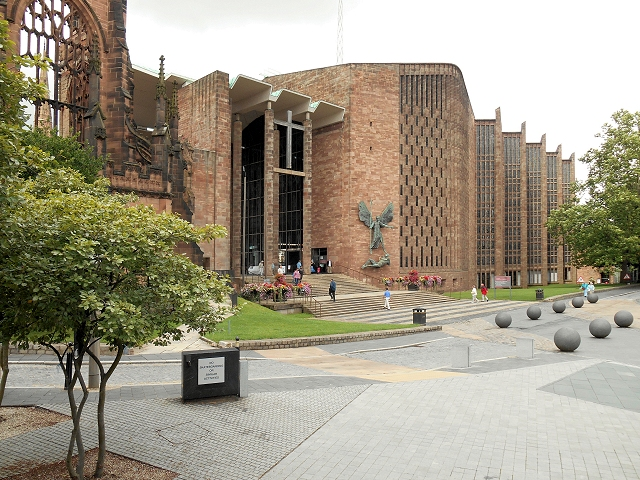
Zijaanzicht van de kathedraal van Coventry (1956 - 1962)

Zowel de Kruiskerk als de 'Kolenkitkerk', die Duintjer aansluitend in Amsterdam bouwde, hebben nog een traditionele kerkvorm en worden daarom wel 'kathedraal-kerken' genoemd. De Kruiskerk kreeg na oplevering veel binnen- en buitenlandse aandacht, hoewel de kritieken niet altijd positief waren. Het gebouw diende zeer waarschijnlijk als inspiratiebron voor de nieuwe Kathedraal van Coventry (VK), die van 1956 - 1962 naast de oorlogsruïne van de oude kerk verrees en opmerkelijke overeenkomsten heeft met de Kruiskerk.
De kerk is op klassieke wijze georiënteerd, met het koorgedeelte op het Oosten en de ingang op het Westen gericht. De kerk werd gebouwd op de toenmalige Speelweide, een plantsoen van ongeveer 180 bij 200 meter. Rondom het gebouw is het plantsoen in stand gehouden, waardoor er geen scheiding is ontstaan tussen het grondgebied van de kerkelijke en de burgerlijke gemeente. Hiermee kon de oorspronkelijke functie van het terrein als wandelpark en speelterrein na herinrichting voortgezet worden. Ook het openluchttheater dat sinds 1948 in dit plantsoen stond, kon gehandhaafd blijven.
De kerk ligt in het verlengde van twee rechthoekige vijvers die aan weerszijden haaks op de Keizer Karelweg staan, wat zorgt voor een sterke zichtas.

### Ontwerp
De opdracht van de bouwcommissie aan de architect was om niet de zoveelste kerk te bouwen als een 'zaal voor bijeenkomsten', zoals de tendens in deze periode was, maar een 'echte kerk', die ook als zodanig herkenbaar zou zijn. Na vier ontwerpen gemaakt te hebben kwam de architect tot overeenstemming met de bouwcommissie. In de ontwerpfase werkte Duintjer samen met de 'bouwpastor' van de Nederlands Hervormde Kerk, ds. A.P. Mijnarends. De bouw van de Kruiskerk werd destijds gezien als een bevrijding uit een bouwtraditie die de katholieke kerkopzet weliswaar nooit volledig was ontgroeid, maar toch als "waarlijk protestantse kerk" werd ervaren, getuigend van voor-reformatorische wortels.
De hoge wanden van het eenbeukige schip zijn gebouwd in een regelmatige zigzag-vorm, met 4 uitstekende punten aan elke kant, en met rondom het koorgedeelte nog eens 4 punten, wat een totaal van 12 punten maakt. Het getal twaalf verwijst in de christelijke bouwkunst naar de twaalf apostelen. Het ontwerp voor de knikken in de wanden ging aanvankelijk uit van scherpere knikken, maar werd op akoestisch advies van Prof. A. Fokker terug gebracht naar het huidige ontwerp. In de drie wanden van de kerkzaal bevinden zich in totaal 996 kleine ramen in een regelmatig, verspringend patroon, die voor een gelijkmatige lichtinval zorgen. Omdat de kelder met de installatie van de centrale verwarming onder het podium vóór in de kerk is gelegen, is aan de buitenkant op deze plek een hoge, gemetselde schoorsteen zichtbaar.
De kerkzaal wordt afgesloten door een groot westwerk, met daarop twee torens waartussen de luidklok is opgehangen. In het verlengde van de gemetselde torens zijn open spitsen geplaatst, die indertijd door critici wel spottend 'steigerwerk' werden genoemd.
Boven de hoofdingang staat de tekst +JEZUS CHRISTUS IS HEER+ gebeiteld in een latei van Belgische hardsteen.
De totale vorm van de kerk doet (onbedoeld) enigszins denken aan een Egyptische sfinx: het schip van de kerk als lichaam, het westwerk met de dubbele torens als borst en hoofd, en links en rechts daarvan de vooruitstekende bijgebouwen als de twee armen van een sfinx.

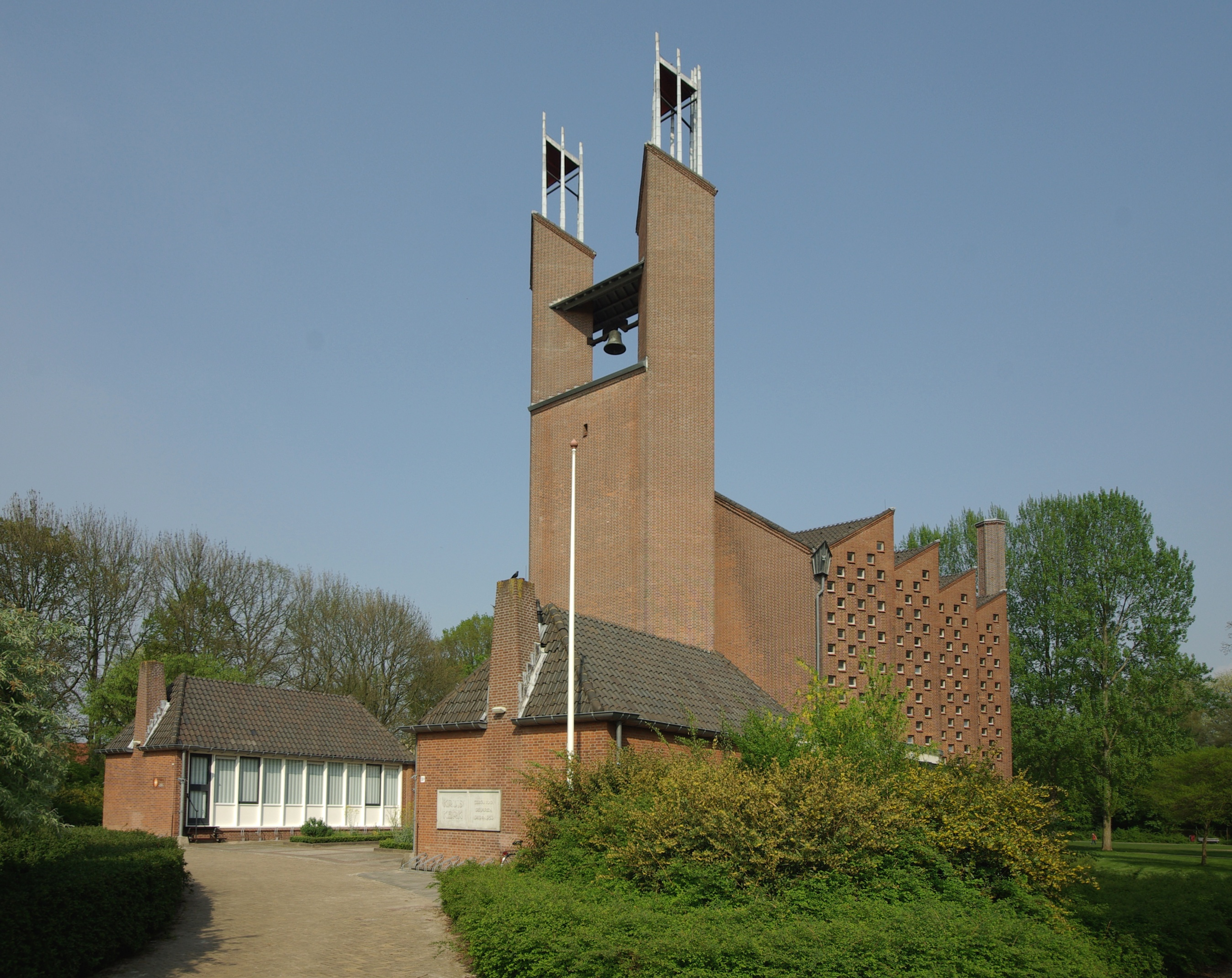
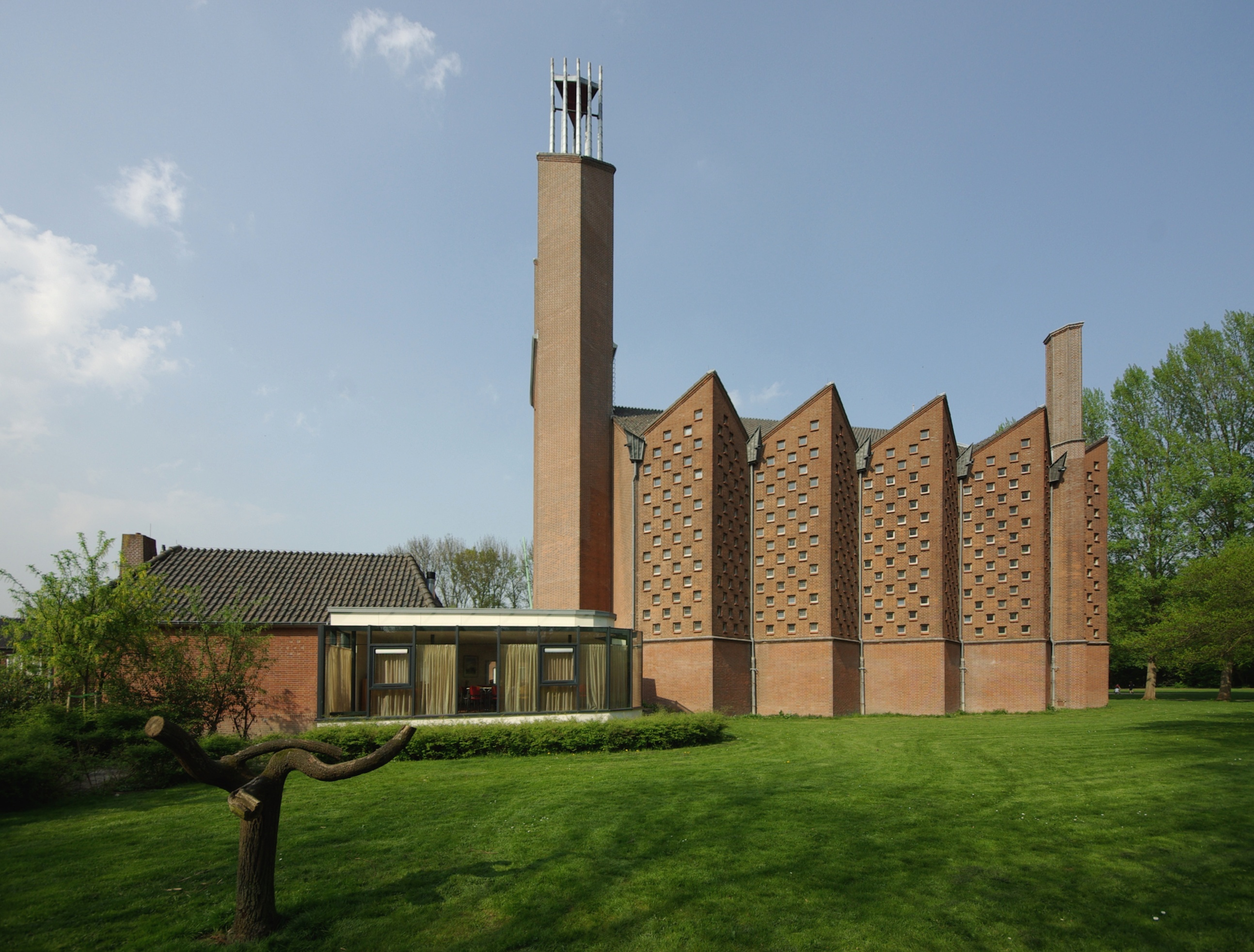
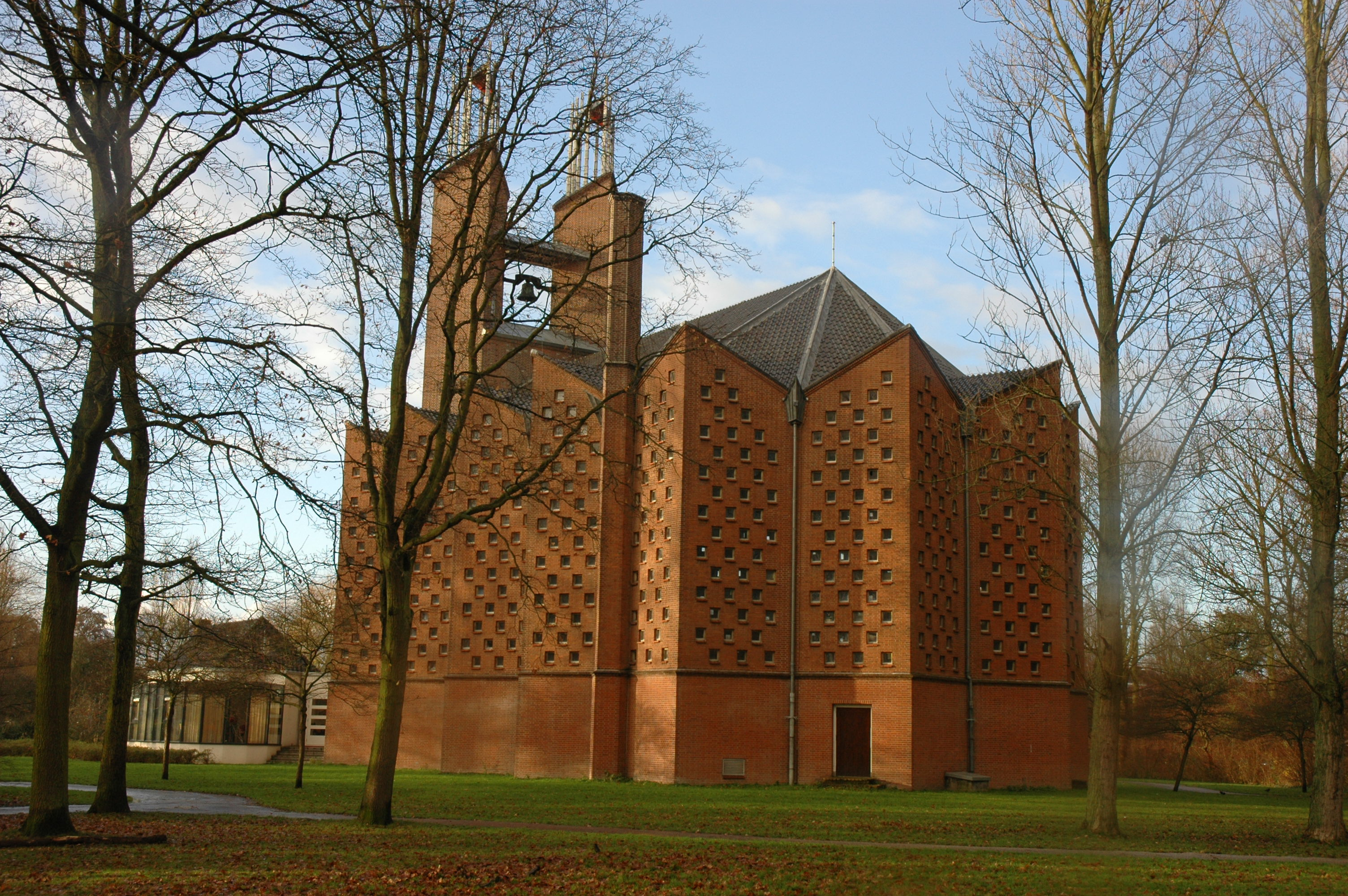
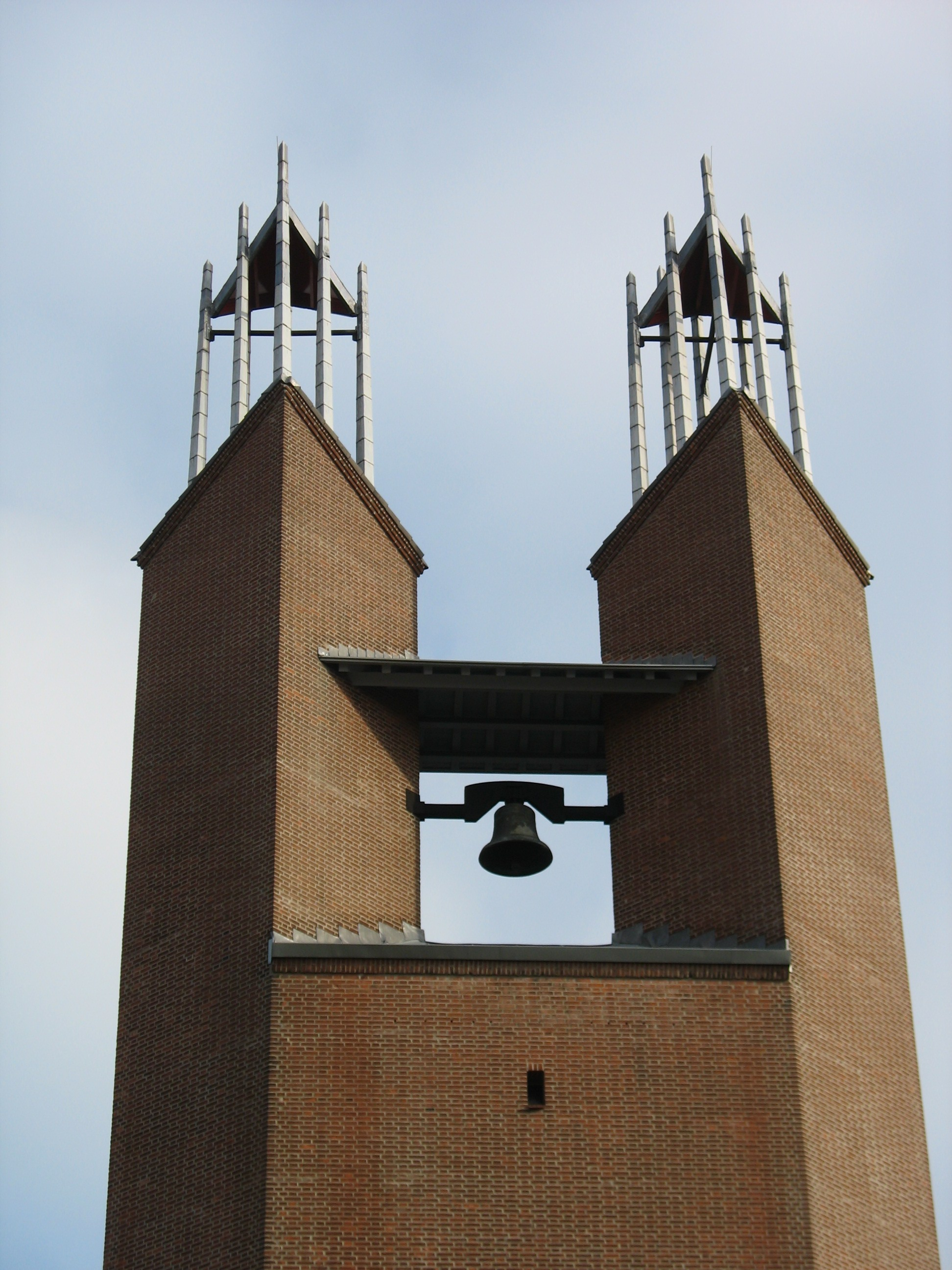
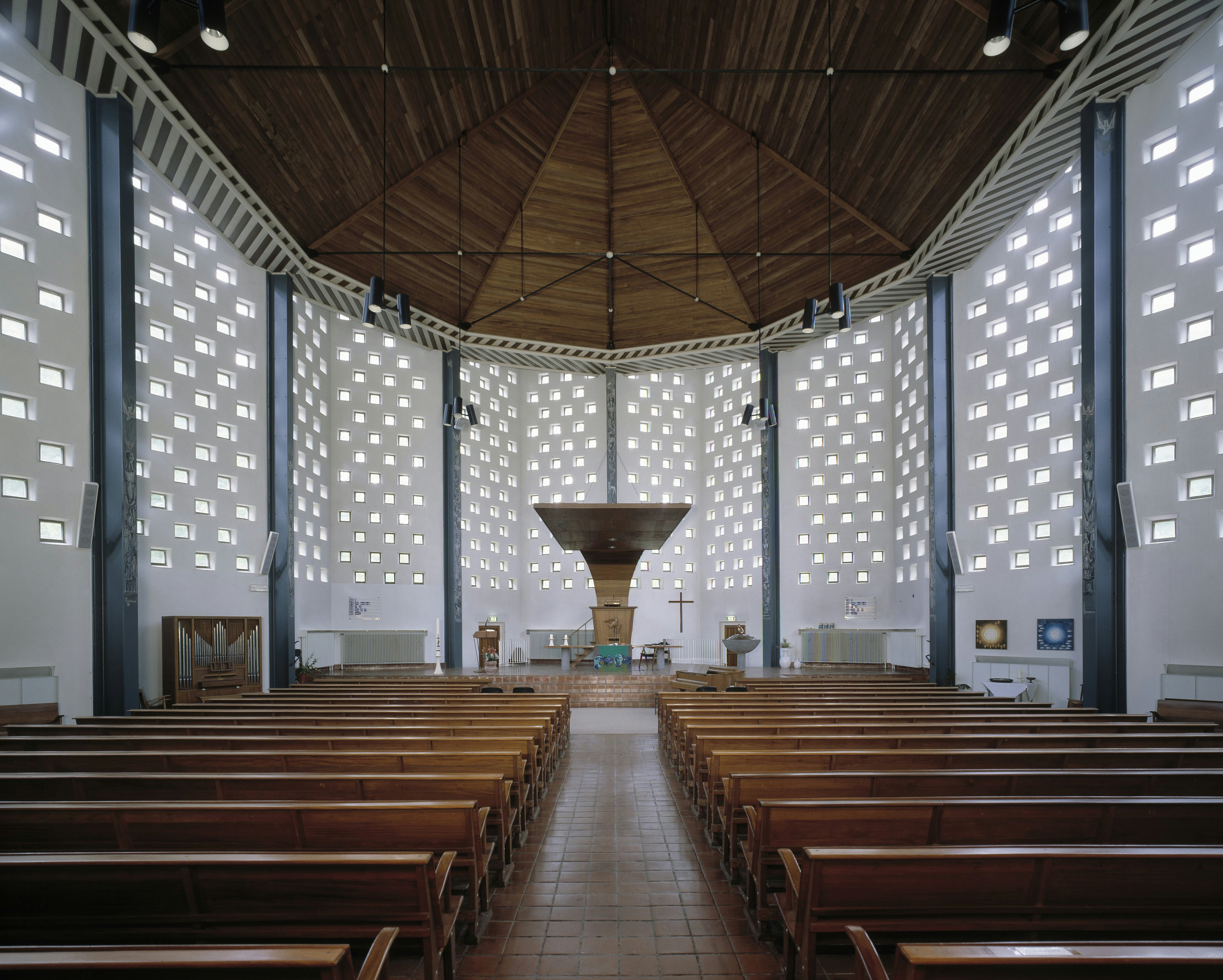

In het interieur werd voor een klassieke opstelling gekozen: de verhoogde kansel met een (zeer groot) klankbord kwam centraal te staan, met op een podium een vaste avondmaalstafel vóór de kansel en een vast doopvont. De avondmaalstafel biedt plaats om met 65 personen het Avondmaal zittend te vieren. Tegenover de kansel, aan het andere eind van de kerk, kwam een balkon met zitplaatsen en ruimte voor een groot orgel. Er werd gekozen voor een opstelling van de banken in twee symmetrische vlakken met een middenpad. Oorspronkelijk had de kerk ook katholiek aandoende knielbanken, die later verwijderd zijn. Het interieur weerspiegelt de heroriëntatie op de Liturgie van de vroegchristelijke kerk, die onderwerp van studie en discussies was in Protestantse kringen in de jaren '50 en '60 van de 20ste eeuw.
De gemeentezaal biedt plaats aan maximaal 400 personen (zoals toegelaten in de vergunning). In de bijgebouwen links en rechts zijn een catechisatiezaal, een consistorie, een keuken, archiefruimte, een aparte stookinstallatie en toiletten aangebracht. In 2003 zijn de bijgebouwen aan de achterzijde uitgebreid, zodat de uitbreidingen aan de voorzijde niet zichtbaar zijn.

### Materialen
De kerk is opgebouwd als een staalconstructie met portaalspanten en stalen gordingen. Het balkon is gebouwd als stalen plaatligger met stalen onderslagen. De portaalspanten zijn zichtbaar in het schip gesteld, een noviteit in de kerkbouw van die tijd.
De fundering bestaat uit houten palen met betonopzetters. De muren zijn van metselwerk, bestaand uit baksteen gemetseld in Vlaams verband. De honderden betonnen kozijntjes zijn gezet met blank glas dat uitermate dun is. De toren is eveneens gemetseld en de twee spitsen zijn in hout geconstrueerd en met lood bekleed. Het dak heeft de vorm van een zadeldak, met een dakbeschot van hout, gedekt met grijze geëngobeerde pannen.
Het plafondhout is van Niangon en de banken, kansel, het blad van de avondmaalstafel en de orgelkast zijn van mahoniehout. De aansluiting tussen gewelf en staalskelet is afgetimmerd met een rand van bruine en crèmekleurige biezen, waardoor het plafond lijkt te zweven. De doopvont is van basaltlava en heeft een roodkoperen deksel. Op de vloeren liggen rode plavuizen en de muren zijn afgeschuurd in witte cementspecie.

### Kunst
Glazenier Jan Ooms beschilderde de 12 zichtbaar opgestelde portaalspanten met apostelfiguren. Zoals de portaalspanten het dak van de kerk steunen, zijn de apostelen symbolisch bedoeld als de "pilaren der kerk". De afbeeldingen op het stalen balkon zijn eveneens van zijn hand.
Beeldhouwer Ben Guntenaar sneed uit hout een duif (als symbool van de Heilige Geest) dat bevestigd is op de voorkant van de kansel. Ook maakte hij de houten handgrepen met korenaarmotief op de glazen tochtdeuren en de greep op het bronzen doopvontdeksel, waarin hij de voorstelling van Jona en de vis verwerkte.

## Orgel
In 1951 bouwde de firma Flentrop een nieuw mechanisch sleepladen-orgel met twee manualen en vrij pedaal voor de kerk. De orgelkas werd ontworpen door Marius Duintjer. In 1962 vond een wijziging plaats in de dispositie. In 1991 is het orgel gerestaureerd door de firma Hendriksen & Reitsma, die het orgel in deze periode in onderhoud had. Zij plaatsten toen een Terts 1 3/5′ op het Hoofdwerk. In 1994/1995 vond een revisie van het gehele orgel plaats door Flentrop.
| Hoofdwerk: C – f”’           | Borstwerk: C – f”’ | Pedaal: C - f'            |
| ---------------------------- | ------------------ | ------------------------- |
| Prestant 8'                  | Holpijp 8'         | Prestant 16'              |
| Roerfluit 8'                 | Prestant 4'        | Subbas 16'                |
| Octaaf 4'                    | Roerfluit 4'       | Octaaf 8'                 |
| Spitsquint 2 2/3'            | Octaaf 2           | Octaaf 4'                 |
| Terts 1 3/5'                 | Quint 1 1/3'       | Mixtuur II - IV           |
| Vlakfluit 2'                 | Scherp IV - V      | Bazuin 16'                |
| Mixtuur IV - V               | Regaal 8'          |                           |
| Trompet 8'                   |                    |                           |
| Koppel Hoofdwerk - Borstwerk |                    | Koppel Pedaal - Hoofdwerk |

## Monumentale status
De Kruiskerk heeft de status van Rijksmonument gekregen. De kerk wordt, als essentieel toonbeeld van de vroege Wederopbouw, van algemeen belang beschouwd uit oogpunt van architectuurhistorie, cultuurhistorie en stedenbouwkunde wegens de volgende redenen:
- het is de eerste van zes kerkontwerpen voor Nederlandse Hervormde kerken waarmee architect Marius Duintjer vanwege de uitzonderlijke vormgeving in binnen- en buitenland bekendheid verkreeg
- het heeft een gaaf bewaarde hoofdvorm, gevelindeling en detaillering, met name het rijzige, gesloten torenfront en de uitzonderlijk vormgegeven kerkzaal die door middel van de zigzaggende uitbouwen met vele kleine vensters het interieur van een zeer bijzondere lichtinval voorziet
- het is een voorbeeld van een kerkinterieur waarin de nieuwe liturgische opvattingen binnen de Nederlandse Hervormde Kerk gestalte kregen, met nog aanwezig het oorspronkelijke, speciaal voor deze kerk ontworpen meubilair zoals de avondmaalstafel, doopvont, kansel, orgelkast en zitbanken
- het bezit nog over de uit de bouwtijd daterende beschilderde staalconstructie ('apostelpilaren') van Jan Ooms en de door Ben Guntenaar ontworpen kunstwerken
- het heeft een markante ligging aan het einde van de zichtas met waterpartij en de vrije ligging in het openbare groen waarbij bewust geen erfafscheiding tussen kerk en plantsoen is gecreëerd: kerkelijke en burgerlijke gemeente vloeien letterlijk in elkaar over, passend bij de destijds vernieuwende opvattingen over de rol van de kerk in de samenleving.